# Norra fjärden, Hitis
Norra fjärden är en fjärd i Finland. Det ligger i Hitis i landskapet Egentliga Finland, i den södra delen av landet, 140 km väster om huvudstaden Helsingfors.